# Rin de la Carrasca
Rin de la Carrasca ist ein Dorf der spanischen Gemeinde Isábena in der Provinz Huesca in Aragonien. Der Ort in der Sierra del Jordal hat seit Jahren keine Einwohner mehr.

## Sehenswürdigkeiten
- Romanische Pfarrkirche San Vicente, erbaut im 12. Jahrhundert